# Estilbita-Ca
L'estilbita-Ca és un mineral de la classe dels silicats, que pertany al subgrup de l'estilbita.

## Característiques
L'estilbita-Ca és un silicat de fórmula química NaCa₄[Al9Si27O72]·nH₂O. Cristal·litza en el sistema monoclínic. La seva duresa a l'escala de Mohs es troba entre 3,5 i 4.
Segons la classificació de Nickel-Strunz, l'estilbita-Ca pertany a «09.GE - Tectosilicats amb H₂O zeolítica; cadenes de tetraedres de T10O20» juntament amb els següents minerals: clinoptilolita-Ca, clinoptilolita-K, clinoptilolita-Na, heulandita-Ca, heulandita-K, heulandita-Na, heulandita-Sr, heulandita-Ba, estilbita-Na, barrerita, stel·lerita, brewsterita-Ba i brewsterita-Sr.

## Formació i jaciments
Es tracta d'una espècie mineral que, tot i no ser molt abundant, es troba àmpliament distribuïda per tot el planeta.